# Стефан (Привалов)
Епископ Стефа́н (в миру Серге́й Влади́мирович Прива́лов; род. 2 ноября 1961 года, Брянск) — архиерей Русской православной церкви, епископ Александровский и Юрьев-Польский.

## Биография

### Образование и военная служба
В 1979 году окончил среднюю школу № 54 города Брянска.
В 1979—1983 годах обучался в Житомирском высшем военном командном училище радиоэлектроники ПВО и получил специальность инженера по эксплуатации радиотехнических средств.
Проходил воинскую службу на инженерных должностях в войсках ПВО, дослужился до должности офицера службы по предотвращению несанкционированного применения ядерного оружия.
В 1991—1994 годах обучался в Военной академии РВСН имени Петра Великого.
В 1992 году крестился в храме великомученика Димитрия Солунского города Рузы Московской области.
В 1994—1995 годах — начальник отделения лаборатории Военной академии РВСН имени Петра Великого. С 1995 года — преподаватель кафедры защиты информации в АСБУ Военной академии РВСН имени Петра Великого.
В 1995 году присвоено воинское звание подполковник.
В 1996—1999 годах прошёл полный курс факультета православной культуры при Военной академии РВСН имени Петра Великого.
В августе 2001 года уволен из рядов Вооружённых сил Российской Федерации по сокращению штатов.

### Церковная деятельность
В 1999—2006 годах обучался на богословско-пастырском факультете в Православном Свято-Тихоновском гуманитарном университете по специальности «Теолог, преподаватель по специальности „Теология“».
1 сентября 2001 года становится сотрудником Синодального отдела по взаимодействию с вооружёнными силами и правоохранительными учреждениями. Пришёл в данный отдел по приглашению протоиерея Димитрия Смирнова, возглавившего данный отдел незадолго до этого. В октябре того же года назначен заведующим канцелярией данного отдела.
4 ноября 2001 года в храме Казанской иконы Божией Матери в Коломенском города Москвы был рукоположен в сан диакона епископом Орехово-Зуевским Алексием (Фроловым).
16 апреля 2004 года в храме иконы Божией Матери «Живоносный Источник» в Царицыне города Москвы рукоположен в сан священника архиепископом Истринским Арсением (Епифановым), после чего назначен штатным священником храма святителя Николая Мирликийского в Заяицком города Москвы.
С мая 2005 года — заведующий организационно-мобилизационным сектором, а с ноября 2009 года — заведующий сектором Космических войск Синодального отдела по взаимодействию с Вооружёнными силами и правоохранительными учреждениями.
В 2007 году он был зачислен в ПСТГУ соискателем учёной степени кандидата наук по научному направлению Богословие. В 2010 году ему была присвоена степень кандидата богословия за диссертацию «Военно-конфессиональные отношения Русской Православной Церкви с Вооруженными Силами Российской Федерации: теоретические основы и перспективы развития».
9 мая 2010 года в кафедральном соборном храме Христа Спасителя патриарх Кирилл в числе пятерых священников, трудящихся в Синодальном отделе по взаимодействию с вооруженными силами и правоохранительными учреждениями, возвёл его в сан протоиерея.

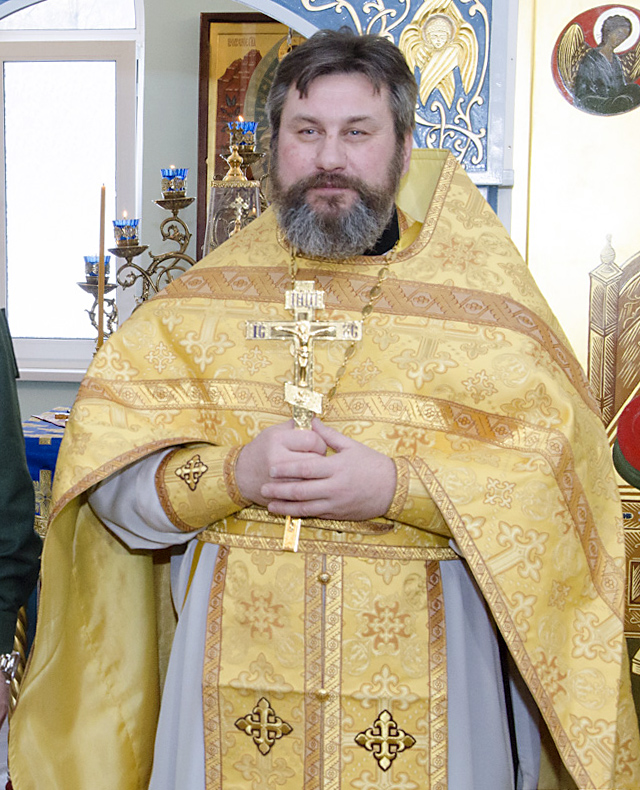
Протоиерей Сергий Привалов

27 декабря 2011 года решением Священного синода назначен заместителем председателя Синодального отдела Московского патриархата по взаимодействию с вооружёнными силами и правоохранительными учреждениями.
С февраля 2012 года — клирик храма Благовещения Пресвятой Богородицы в Петровском парке в Москве.
12 марта 2013 года решением Священного Синода назначен исполняющим обязанности председателя Синодального отдела по взаимодействию с вооружёнными силами и правоохранительными органами.
29 мая 2013 года решением Священного Синода по должности включён в состав Высшего церковного совета Русской православной церкви.
4 декабря 2013 года вошёл в состав общественного совета при Министерстве внутренних дел Российской Федерации.
23 октября 2014 года решением Священного синода включён в состав Межсоборного присутствия на 2014—2018 годы; вошёл в состав комиссии по вопросам взаимодействия церкви, государства и общества.
16 апреля 2016 года решением Священного синода утверждён в должности председателя Синодального отдела по взаимодействию с вооружёнными силами и правоохранительными органами.
12 марта 2019 года указом патриарха Московского и всея Руси Кирилла освобождён от послушания клирика храма Благовещения Пресвятой Богородицы в Петровском парке и назначен настоятелем храма Благовещения Пресвятой Богородицы — Патриаршего подворья в Сокольниках города Москвы.

### Архиерейство
4 апреля 2019 года решением Священного синода избран епископом Клинским, викарием патриарха Московского и всея Руси. 9 апреля в Никольском храме Новоспасского монастыря Москвы его наместником епископом Воскресенским Дионисием (Порубаем) был пострижен в монашество с наречением имени Стефан в честь преподобного Стефана исповедника, игумена Триглийского. 11 апреля в храме Всех святых, в земле Русской просиявших, в Даниловом монастыре в Москве управляющим делами Московской патриархии митрополитом Тверским и Кашинским Саввой (Михеевым) возведён в сан архимандрита.
20 апреля 2019 года в тронном зале храма Христа Спасителя в Москве наречён во епископа. 21 апреля в храме Христа Спасителя состоялась его епископская хиротония, которую совершили патриарх Кирилл, митрополит Тверской и Кашинский Савва (Михеев), митрополит Истринский Арсений (Епифанов), митрополит Сингапурский и Юго-Восточно-Азиатский Сергий (Чашин), архиепископ Каширский Феогност (Гузиков), архиепископ Орловский и Болховский Тихон (Доровских), епископ Орехово-Зуевский Пантелеимон (Шатов), епископ Воскресенский Дионисий (Порубай), епископ Новороссийский и Геленджикский Феогност (Дмитриев), епископ Ахтубинский и Енотаевский Антоний (Азизов), епископ Южно-Сахалинский и Курильский Аксий (Лобов), епископ Зеленоградский Савва (Тутунов).
7 мая 2019 года указом патриарха Кирилла назначен настоятелем патриаршего собора Воскресения Христова в Военно-патриотическом парке «Патриот».
14 июня 2020 года указом патриарха Кирилла освобождён от должности настоятеля патриаршего собора Воскресения Христова в парке «Патриот».
13 апреля 2021 года освобождён от должности председателя Синодального отдела по взаимодействию с вооружёнными силами и правоохранительными органами.
24 сентября 2021 года решением Священного синода Русской православной церкви назначен епископом Ковровским, викарием Владимирской епархии.
10 января 2025 года назначен благочинным города Коврова и Ковровского района почётным и настоятелем храма Феодоровской иконы Божией Матери города Коврова. Местом его пребывания в городе Коврове определён Знаменский женский монастырь.
На заседании Священного Синода Русской Православной Церкви в Даниловом монастыре 20 марта 2025 года назначен Преосвященным Александровским и Юрьев-Польским.

## Награды
Светские
- 2020 — Медаль ордена «За заслуги перед Отечеством» II степени (21 августа 2020 года) — за большой вклад в организацию и проведение социально важных, общественно значимых мероприятий[23].
- медаль «За укрепление таможенного содружества» (Федеральная таможенная служба, 18 апреля 2013)[24].
- медаль «За укрепление боевого содружества» (Минобороны России, 15 октября 2014)[25]
- медаль «Маршал Советского союза А. М. Василевский» (Минобороны России, 20 февраля 2019)[26]

Церковные
- набедренник (24 апреля 2005)[27]
- медаль святого благоверного князя Даниила Московского (2005)
- орден «1020 лет Крещения Руси» Украинской православной церкви.
- Орден святого благоверного великого князя Димитрия Донского III степени (2 ноября 2016)[28]
- орден святого благоверного князя Даниила Московского III степени (26 февраля 2019)[29]
- Памятная медаль «800 лет со дня рождения святого благоверного князя Александра Невского» (10 декабря 2021)[30]

## Публикации
- Проблема введения института военного духовенства в современной России и пути её решения // Церковь и время. — № 4 (49). — 2009. — С. 52.
- Доклад и. о. председателя Синодального отдела по взаимодействию с вооруженными силами и правоохранительными органами протоиерея Сергия Привалова на учебно-методическом сборе с должностными лицами по работе с верующими военнослужащими Вооружённых сил Российской Федерации в Благовещенске // pravoslavie.ru, 22.5.2014.
- Главный храм Вооруженных сил — символ нашей благодарной памяти поколению героев // Журнал Московской Патриархии. 2020. — № 4. — С. 44—45.

интервью
- Отец Сергий Привалов: священники пришли в войска не ради денег и славы // ria.ru, 8 мая 2014
- Протоиерей Сергий Привалов: «Каждый человек призван к святости» // patriarchia.ru, 15 октября 2014
- От Крымского моста — к главному армейскому храму. Интервью председателя Отдела, протоиерея Сергия Привалова телеканалу «Царьград» // pobeda.ru, 08.09.2018
- Выбор сильных // Журнал Московской Патриархии. 2019. — № 7. — С. 42-47.
- Епископ Клинский Стефан: Все, что происходит в нашей жизни, — промысл Божий // patriarchia.ru, 30 августа 2019